# 格倫羅西斯
格倫羅西斯（英語： /ɡlɛnˈrɒθɪs/ glen-ROTH-iss ⓘ），或譯格蘭洛斯，是位於法夫的一個鎮，處在英國蘇格蘭的中東部地區，距離愛丁堡北部約30英里（48），北部是鄧迪。2011年鎮上有39,277居民，成為法夫第三大人口聚居地。格倫羅西斯之名來自歷史上在此擁有封地的羅西斯伯爵，整個鎮也是建造在封地的基礎上的。加上“Glen”（村）則是為了防止與馬里的羅西斯混淆。
格倫羅西斯的建造計劃在1940年代提出，是二戰之後蘇格蘭的新鎮之一。最初的目的是為了給附近一個新開煤礦，即“羅西斯煤礦”（Rothes Colliery）的礦工提供居所，雖然煤礦的開發以失敗告終，但格倫羅西斯在1961年到2000年成功轉型為蘇格蘭的硅谷，多家大型高科技電子公司在此有分支機構。一些跨國公司在此有全球總部。
格洛倫西斯是法夫的行政中心，法夫議會和蘇格蘭警察法夫分局的總部都在這裡。當地的主要僱主包括博世力士樂、法夫學院和雷神公司等格倫羅西斯的鎮中心被法夫最大的超市王國購物中心佔據。
格倫羅西斯以優美的風景而多次贏得“美麗蘇格蘭”（Beautiful Scotland）和“盛放英倫”等園藝獎。該鎮有許多室外雕塑和其他藝術作品。A92公路通過此鎮，提供了較為便利的交通。